# Nitridy uranu
Nitridy uranu jsou sloučeniny ze skupiny keramických materiálů: nitrid uranitý (UN), nitrid uranično-uraničitý (U2N3) a nitrid uranový (UN2). Slovo nitrid odkazuje na oxidační stav -3 dusíku vázaného na uran.
O nitridu uranu se uvažuje jako o potenciálním jaderném palivu pro celou řadu jaderných reaktorů. Palivo z nitridů uranu je pevnější, hustší, tepelně vodivější a má vyšší teplotní toleranci, což zvyšuje jeho účinnost i bezpečnost.

## Syntéza

### Karbotermická redukce
Běžnou technikou pro výrobu UN je karbotermická redukce oxidu uraničtého (UO2) ve dvojstupňové metodě ilustrované níže. 
3 UO2 + 6 C → 2 UC + UO2 + 4 CO
4 UC + 2 UO2 +3 N2 → 6 UN + 4 CO
Reakce probíhá při teplotě 1500–1700 °C. Tato metoda je v průmyslovém měřítku nejvhodnější, protože nevyžaduje drahou výrobu kovu.

### Sol-gel
Lze také použít sol-gelové metody a obloukové tavení čistého uranu v dusíkové atmosféře.

### Ammonolýza
Další možnou metodou pro výrobu UN2 je ammonolýza tetrafluoridu uraničitého. Fluorid uraničitý je vystaven působení plynného čpavku, který pod vysokým tlakem a teplotou nahrazuje fluor dusíkem a vytváří fluorovodík. Fluorovodík je při této teplotě bezbarvý plyn a neomezeně se mísí s plynným amoniakem.

### Hydridace-nitridace
Další metoda syntézy UN spočívá ve výrobě nitridu přímo z kovového uranu. Kovový uran však musí být v práškové formě, čehož lze dosáhnout hydridací a následnou dehydridací. Vystavením kovového uranu plynnému vodíku při teplotách 200–250 °C vzniká UH3. Následně se UH3 při teplotě 400–450 °C přemění zpět a kovový uran. Proces lze několikrát opakovat pro dosažení požadovaných parametrů. Práškový uran následně reaguje s plynným dusíkem již při teplotě 200–300 °C za vzniku U2N3. Dodatečným ohřevem ve vakuu na teploty nad 1000–1200 °C, pak lze U2N3 rozložit na UN.
2 U + 3 H2 → 2 UH3
2 UH3 → 2 U + 3 H2
4 U + 3 N2 → 2 U2N3
2 U2N3 → 2 UN + N2
Použití izotopu 15N (který tvoří 0,37 % přírodního dusíku) je výhodnější, protože převládající izotop, 14N, má příliš vysoký neutronový průřez absorpce, který ovlivňuje neutronovou ekonomiku a (n,p) reakce 14N produkuje značné množství radioaktivního 14C, který by musel být pečlivě zadržen a izolován během přepracování nebo trvalého skladování.

## Rozklad
U každého komplexu dinitridu uranu se předpokládá, že obsahuje všechny tři odlišné sloučeniny současně, protože u nitridu uranového (UN2) dochází k rozkladu na nitrid uranično-uraničitý (U2N3) a poté na nitrid uranitý (UN). Nitrid uranový se rozkládá na nitrid uranitý následujícími reakcemi:
4 UN2 → 2 U2N3 + N2
2 U2N3 → 4 UN + N2
Rozklad UN2 je nejběžnější metodou pro izolaci U2N3.

## Proces výroby jaderného paliva
Proces výroby jaderného paliva z nitridů uranu či plutonia je jedním z nejkomplikovanějších, právě proto nebyl doposud uplatněn v průmyslovém měřítku.
Po výrobě UN karbotermickou redukcí je prášek potřeba lisovat za horka ve vakuu či dusíkové atmosféře při teplotách 1500 °C a tlacích 13–50 MPa. Prášek je následně sintrován do tablet, které mohou být vloženy do reaktoru.
Studován byl také standardní práškově-metalurgický postup lisování za studena s následným slinováním. Metoda sice byla demonstrována, vyžaduje však nižší tlak a vyšší teploty, což vede k odpařování nitridu a jeho ztrátám. Zároveň se zde vyskytují problémy s hustotou těchto tablet, jejich chování v reaktoru atd.

## Využití
O nitridu uranu se uvažuje jako o potenciálním jaderném palivu a jako takový bude používán v jaderném reaktoru BREST-300, který je v současné době ve výstavbě v Rusku. UN je považován za nejvhodnější nitrid, protože má vyšší koncentraci štěpného materiálu, tepelnou vodivost a teplotu tání než běžně používané jaderné palivo s oxidem uraničitým (UO2), přičemž také vykazuje nižší uvolňování plynných štěpných produktů, bobtnání a sníženou chemickou reaktivitu s krycími materiály. Palivo má zároveň vynikající mechanickou, tepelnou a radiační stabilitu ve srovnání se standardním kovovým uranovým palivem. Zvýšená tepelná vodivost vede k menšímu tepelnému gradientu mezi vnitřní a vnější částí paliva, což potenciálně umožňuje vyšší provozní teploty a snižuje makroskopickou deformaci paliva, která omezuje životnost paliva. Výzvy při implementaci paliva zahrnují složitý proces konverze z obohaceného UF6, potřebu zabránit oxidaci během výroby a komplikace s licencováním a konečným ukládáním takového paliva. Dalším problémem je také nezbytnost použití drahého, izotopicky obohaceného 15N.

## Molekulární a krystalová struktura
UN má plošně centrovanou krychlovou krystalickou strukturu typu NaCl. Metalická složka vazby využívá orbital 5f uranu, ale tvoří relativně slabou interakci, která je i tak důležitá pro krystalovou strukturu . Kovalentní část vazeb vzniká překrytím mezi orbitalem 6d a orbitalem 7s na uranu a orbitalem 2p na dusíku. N tvoří s uranem trojnou vazbu a vytváří lineární strukturu.
α-(U2N3) má krystalickou strukturu ve formě prostorově centrované mřížky typu (Mn2O3) s prostorovou grupou Ia3.
Sloučenina UN2 má plošně centrovanou krychlovou krystalickou strukturu typu fluoridu vápenatého (CaF2) s prostorovou grupou Fm3m. Dusík tvoří trojné vazby na každé straně uranu, čímž lineární strukturu.

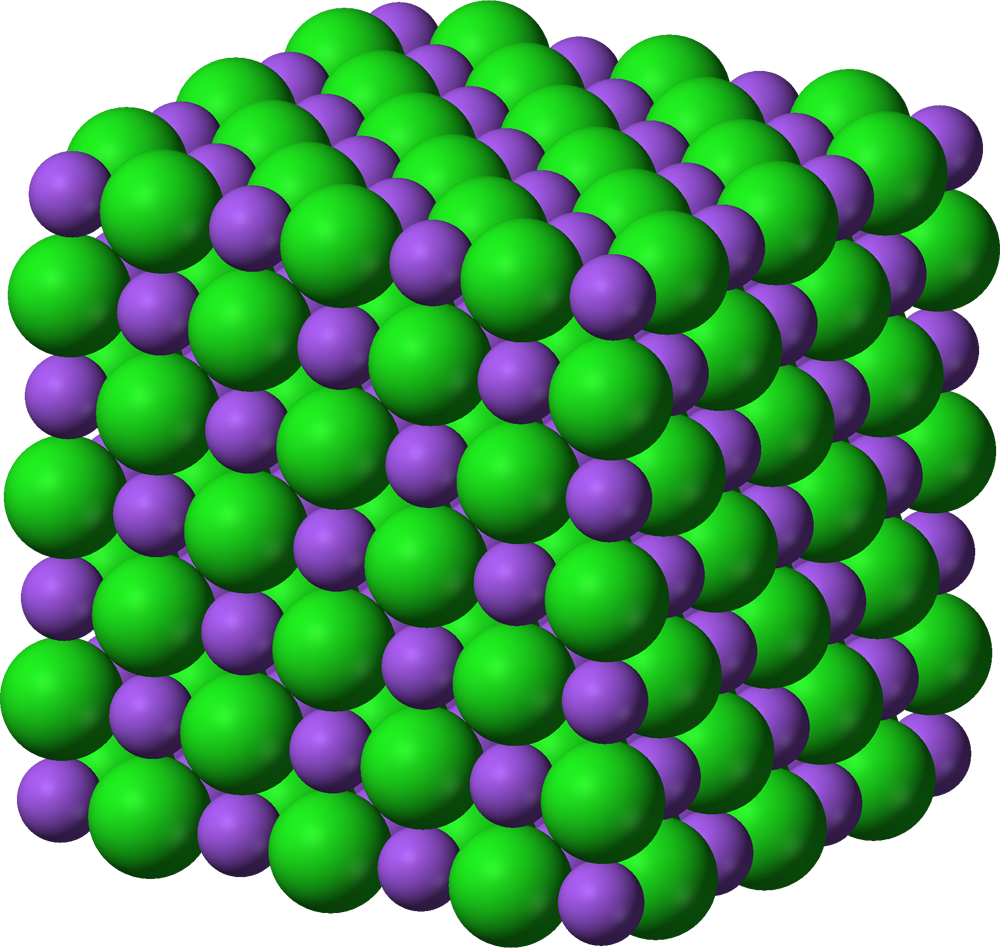
Nitrid uranitý (UN)
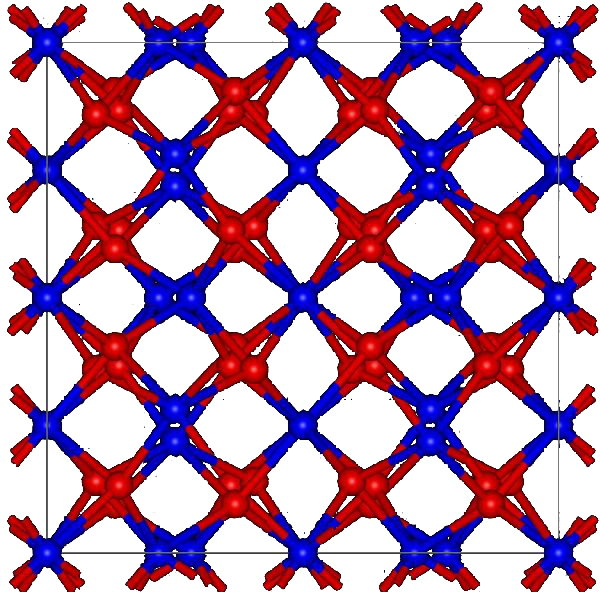
Nitrid uranično-uraničitý (U2N3)
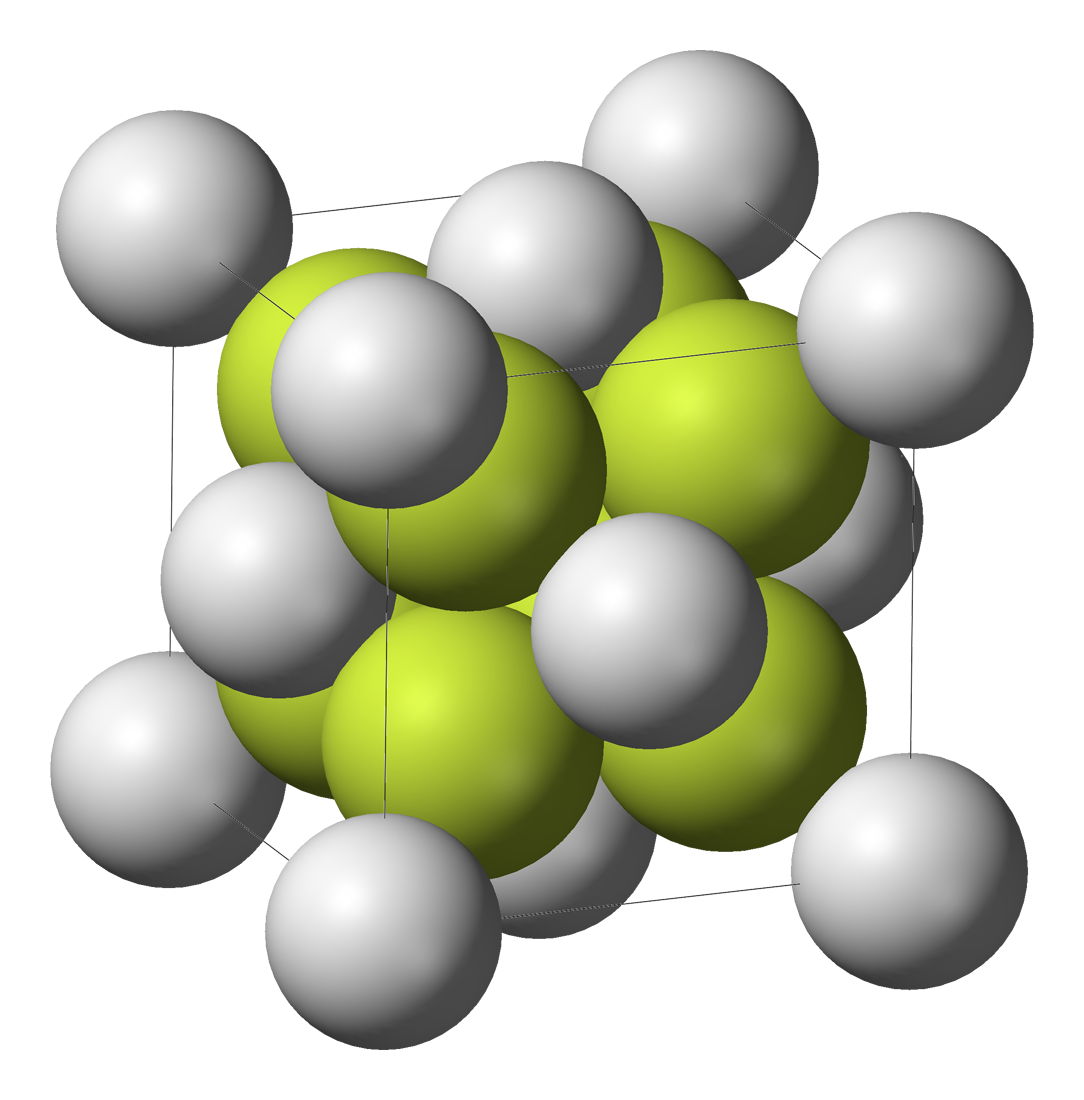
Nitrid uranový (UN2)

## Nitridoderiváty uranu
Kromě problémů s radioaktivitou uranu byla v minulosti výroba nitridokomplexů uranu zpomalena agresivními reakčními podmínkami a problémy s rozpustností nitridů. V posledních několika letech však byly popsány syntézy řady komplexů, mimo jiné například tří uvedených níže.
|  |  |  |